# Krudowie
Krudowie (ang. The Croods) – amerykański film animowany z 2013 roku oparty na scenariuszu i reżyserii Kirka DeMicco i Chrisa Sandersa. Wyprodukowany przez 20th Century Fox. Światowa premiera filmu miała miejsce 15 lutego 2013 podczas 63. Międzynarodowego Festiwalu Filmowego w Berlinie. W Polsce premiera filmu odbyła się 5 kwietnia 2013.
Film uzyskał głównie pozytywne recenzje i okazał się sukcesem kasowym, zarabiając ponad 587 mln dol. na budżet w wysokości 135 mln dol.. Został nominowany do Oscara w kategorii Najlepszy długometrażowy film animowany.

## Fabuła
Ziemia, cztery miliony lat temu. Aktywność wulkaniczna zupełnie zmienia prehistoryczny krajobraz, dlatego jaskiniowiec Grug, głowa rodu Krudów, musi znaleźć nowy dom dla siebie i swoich bliskich. Opuszcza więc tereny, na których spędził całe życie, i wyrusza w poszukiwaniu przytulnej i bezpiecznej jaskini. Towarzyszą mu: przebojowa żona Ugga, niezbyt rozgarnięty syn Thunk, rezolutna nastoletnia Eep i maleńka Sandy. Rodzina nie byłaby pełna bez zrzędliwej Babci Grugi, która uznawana jest za wiekową, chociaż ma 45 lat. Niespodziewanie dołącza do nich młody, operatywny Guy – twórca przełomowych i zabawnych wynalazków. Hołdujący tradycji Grug niechętnie patrzy na te nowinki, tym bardziej, że chłopak wyraźnie wpadł w oko Eep. Konserwatywny ojciec rodziny nie spodziewa się nawet, że niebezpieczna wyprawa w rejony pełne dzikich zwierząt i nieznanych zagrożeń zmieni losy wielu stworzeń na całej Ziemi.

## Obsada
- Nicolas Cage – Grug
- Ryan Reynolds – Guy
- Emma Stone – Eep
- Catherine Keener – Ugga
- Clark Duke – Thunk
- Cloris Leachman – Gran
- Chris Sanders – Belt
- Randy Thom – Sandy

## Serial TV
Od 2015 roku produkowany jest serial animowany oparty na filmie, pt. Krudowie – u zarania dziejów. Akcja toczy się na długo przed wydarzeniami z filmu, przez co nie występuje w nim postać Guya. Premiera serialu odbyła się w Stanach Zjednoczonych 24 grudnia 2015 na stronie internetowej platformy Netflix. W Polsce serial zadebiutował 21 maja 2015 na antenie teleTOON+.